# Alim Pasht-Han

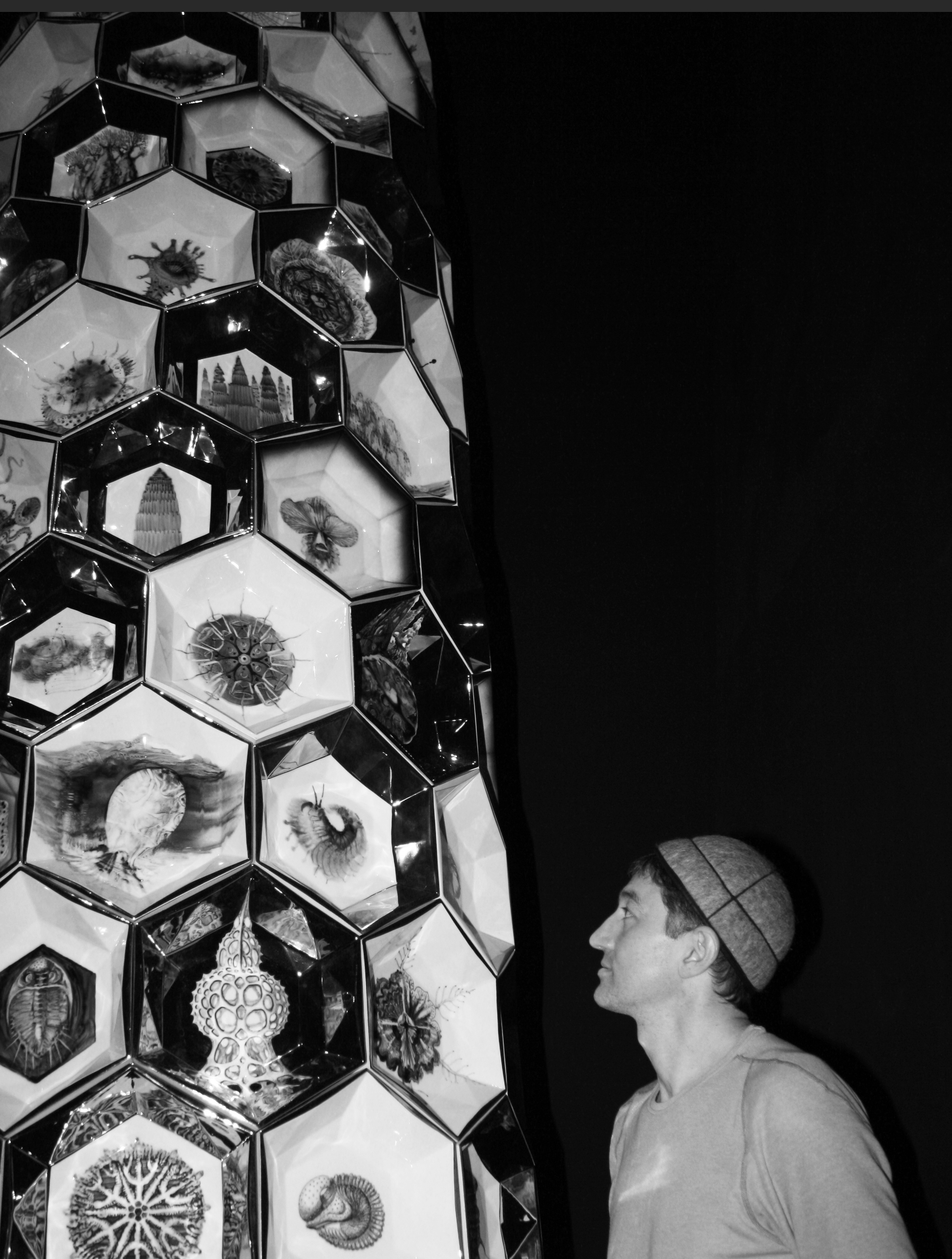
Alim Pasht-Han

Alim Pasht-Han, eigentlich Alim Pashtov (* 1972 in Naltschik, UdSSR) ist ein russischer bildender Künstler kabardinischer Herkunft. Pasht-Han lebt und arbeitet in Deutschland und Russland.

## Leben
Im Jahr 1989 nahm Alim Pasht-Han sein Studium der Malerei und Grafik an der Staatlichen Kunsthochschule Krasnojarsk auf. Nach Abschluss des Studiums und anschließender Lehrtätigkeit im Fach Lithografie an der Staatlichen Kunsthochschule Krasnojarsk erhielt er als bildender Künstler ein Stipendium des Deutschen Akademischen Austauschdienstes. Dieses ermöglichte es ihm, ab 1995 seinem künstlerischen Schaffen in Halle (Saale) nachzugehen.
Ab 1996 setzte er die künstlerischen Ausbildung an der Kunsthochschule Burg Giebichenstein Halle fort. Von 1999 bis 2002 absolvierte er ein Aufbaustudium im Fach Bildhauerei bei Bernd Göbel. Von 2004 bis 2006 folgte ein Aufbaustudium im Fach Medienkunst bei Ute Hörner.
Neben Bildhauerei, Installation, Graphik und Malerei befasst er sich seit 2006 auch mit dem Werkstoff Porzellan. Am 5. Porzellanworkshop Kahla Kreativ im Jahr 2010 und an der World Ceramic Biennale in Südkorea nahm er 2011 und 2017 teil. Erschaffung von ARURA, der größten Vase der Welt aus Porzellan, für die Porzellanwelten Leuchtenburg im Jahr 2015. 2017 Umsetzung der massiven Granitskulptur Himmelsstein für den Atazhukin Park in Naltschik.
Alim Pasht-Han ist ein Sohn des Malers und Graphikers German Pashtov.
Seit 2018 Lehrtätigkeit „Kunstzentrum German Pashtov“ an der staatlichen Universität „Berbekov“ von Kabardino-Balkarien.

## Auszeichnungen und Ehrungen
- 2015 – Ehrentitel Ehrenkünstler der Republik Kabardino-Balkarien[9]
- 2014 – Goldmedaille der Akademie der Künste Russlands
- 2011 – silbernen Preis bei GICB World Ceramic Biennale, Südkorea
- 2010 – Auszeichnung der Akademie der Künste Russlands, Paris
- 2008 – Jury Anerkennung, 12. Internationales Festival für computergestützte Kunst CYNETart Hellerau, Dresden[10]
- 2003 – Auszeichnung der Akademie der Künste Russlands
- 1998 – Silbermedaille der Akademie der Künste Russlands
- 1997 – Sonderauszeichnung Tetterode Grafik, Niederlande

## Ausstellungen (Auswahl)
- 2019 – Alim Pasht-Han. PorzellanObjekte, Stadtarchiv Halle, Halle
- 2019 – 4th GLOBAL PRINT 2019, Grafik BIENAL DO DOURO, Museu do Douro, Régua, Portugal
- 2018 – Micro-Monuments II: Underground, IA&A at Hillyer, Washington[11]
- 2018 – Werkstatttage Reichenbach, Galerie Arcanum, Berlin
- 2018 – Totgesagte leben länger: Historische Porzellanfiguren neu interpretiert, Kunstmuseen Erfurt, Schloss Molsdorf[12]
- 2017 – Werkstatttage Reichenbach: ARTenschutz, Reichenbach[13]
- 2017 – Gyeonggi International Ceramic Biennale, Südkorea
- 2013 – Tong-in Gallery, Seoul, Südkorea
- 2014 – Master I ucheniki Kunsthalle Akademie der Künste, Krasnojarsk
- 2012 – Kunst des Holzschnitts, Akademie der Künste Russland, Moskau
- 2011 – Gyeonggi International Ceramic Biennale, Südkorea
- 2011 – ERFINDEN. 5. Internationaler Porzellanworkshop Kahla Kreativ, Porzellanikon, Selb
- 2010 – Ja rodom iz detstva, Kunstverein, Kunsthalle, Sankt-Petersburg
- 2008 – §228StGB, Produzentengalerie Forum für Malerei, Halle
- 2008 – 48 Karat, Kunststiftung Sachsen-Anhalt, Halle
- 2007 – German Pashtov & Alim Pasht-Han, Akademie der Künste Russland, Moskau[14]
- 2006 – Alim Pasht-Han Gesamtwerk, Museum für Bildende Kunst, Nalchik, Stadtmuseum Naltschik, Kunstverein KBR
- 2006 – 200 Holzschnitte KSK, Pekin
- 2005 – 250 Holzschnitte KSK, Museum für zeitgenossischer Kunst, Harbin
- 2004 – 5 Bilder des Alters, Franckesche Stiftungen zu Halle
- 2003 – Matrjoschka, VIERUNG Kunstverein Magdeburg[15]
- 2002 – Graffinova, Ostrobothnian Museum, Finnland
- 2002 – Präparation, Kunsthalle Villa Kobe, Halle
- 2002 – What about Hegel (and you)? Brigitte March International Contemporary Art, Stuttgart
- 2001 – Facetten zeitgenössischer Kunst, Galerie Valentien, Stuttgart
- 2001 – Bewegung, Projekt Art Discovery, Kunstverein derART, Magdeburg
- 2000 – Zeichnungen, Galerie Jacob, Halle
- 2000 – 1995-2000, Kunstverein KBR, Naltschik
- 1999 – Lithografien, Galerie Künstlerhaus 188, Halle
- 1998 – Fogliano, Kunstmuseum Diwnogorsk, Russland
- 1995 – Grafik, Museum Panorama Mesdag, Den Haag

## Werke in öffentlichen und privaten Sammlungen

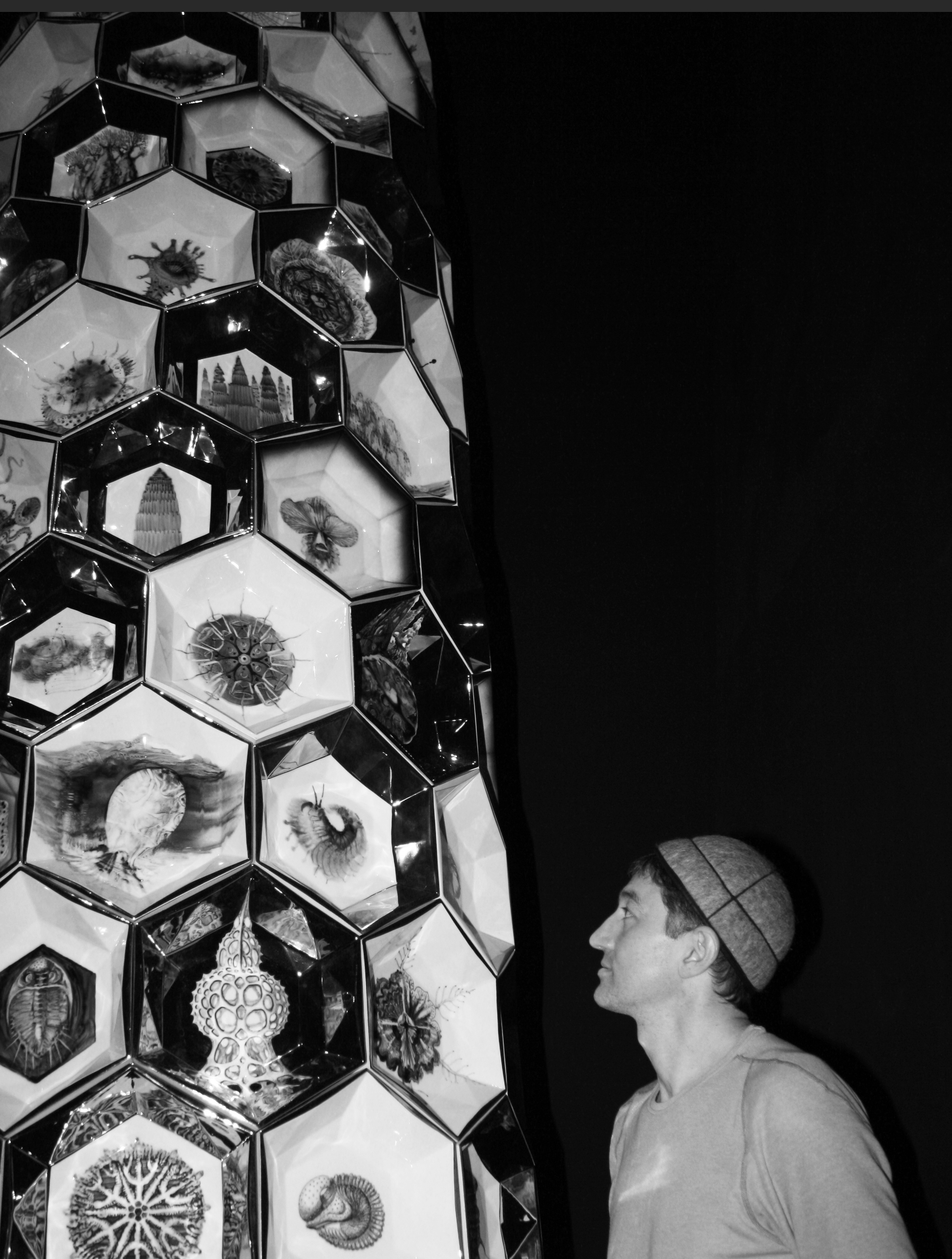
Alim Pasht-Han, ARURA, 2016

- Staatsgalerie Stuttgart, Deutschland
- World Ceramic Foundation Icheon, Südkorea
- Grassi Museum für Angewandte Kunst Leipzig, Deutschland
- Ostrobothian Museum, Finnland
- Akademie der Künste Russlands, Russland
- Museum Leuchtenburg, Deutschland
- Staatsmuseum Divnogorsk, Russland
- Landesmuseum für Vorgeschichte Sachsen-Anhalt, Deutschland
- Kunstverein Nalchik, Russland
- Schloss Neugattersleben, Deutschland
- Künstlerhaus Tsheluskino Moskau, Russland
- KAHLA/Thüringen Porzellan GmbH, Deutschland

## Werke im öffentlichen Raum

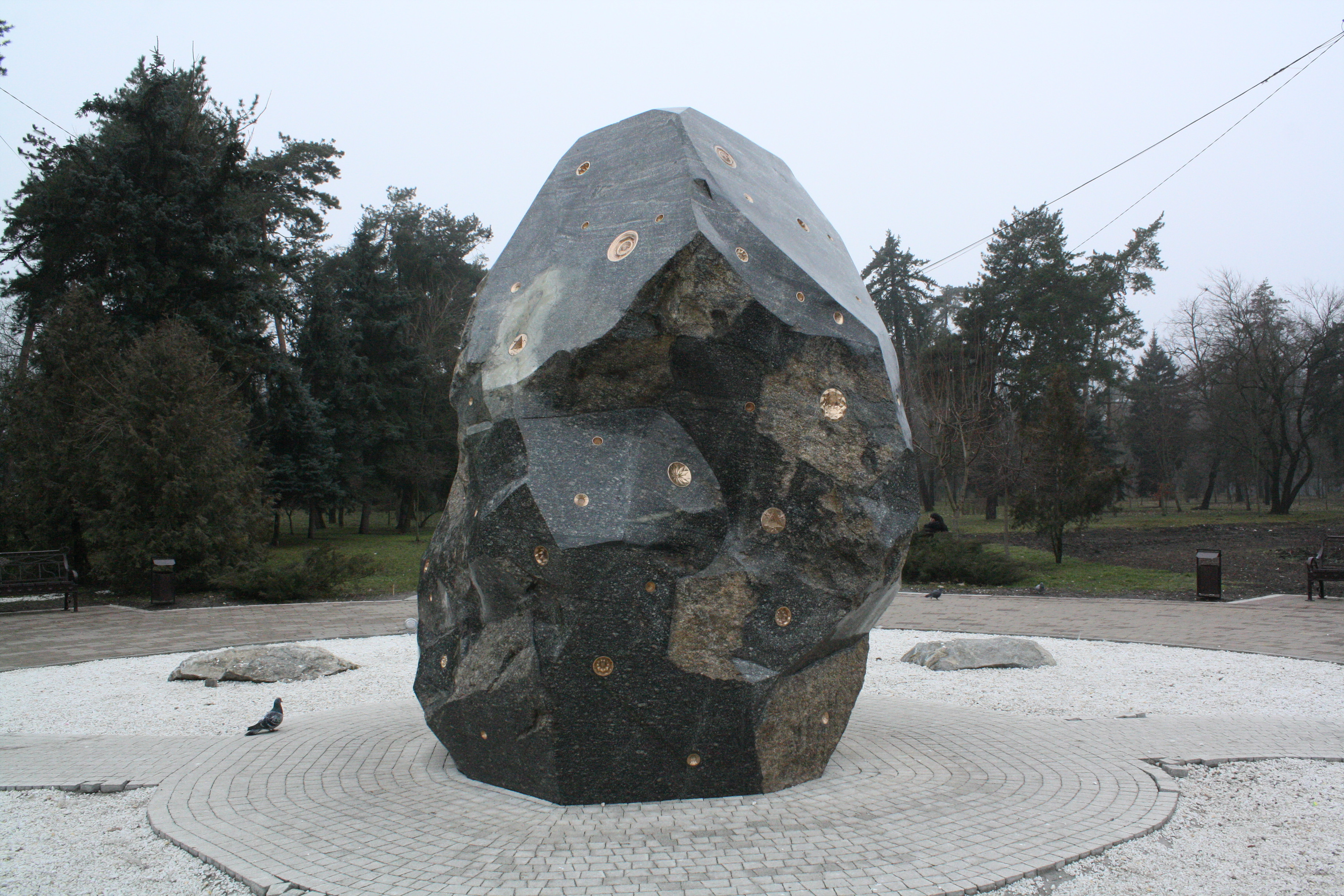
Alim Pasht-Han, Himmelsstein, Naltschick, 2017

- 2017 – Himmelsstein, Naltschick[16]